# Vello púbico
Se denomina vello púbico o vello pubiano al vello terminal localizado en el área genital de los seres humanos adolescentes y adultos, situado alrededor de los órganos sexuales, la entrepierna y, a veces, en la parte superior del interior de los muslos. 
Aunque ya desde la infancia se halla presente en la zona a manera de fino bozo (apenas perceptible), es durante la pubertad cuando, como respuesta al aumento de los niveles de andrógenos en los varones y estrógenos en las mujeres, adquiere su longitud, densidad, grosor y aspecto característicos, si bien estos pueden variar sensiblemente de unas personas a otras. El vello púbico constituye una característica sexual secundaria.
En la mayoría de las culturas antiguas, su eliminación, sobre todo entre las mujeres, se consideraba como un signo de higiene y pureza. También en amplias zonas de Europa, América y Oceanía, su exhibición en público (especialmente en playas nudistas o cuando se utilizan braguitas de baño o tangas sumamente diminutas) suele ser considerada de mal gusto, lo que ha llevado desde los años 1990 del pasado siglo XX a la depilación parcial o total del mismo, para lo que se utilizan diferentes técnicas.

## Origen y desarrollo
Antes de la pubertad, especialmente en torno a los 10 años, las zonas genitales tanto femeninas como masculinas presentan un fino vello apenas perceptible. Es por entonces cuando, como consecuencia del aumento de la producción de andrógenos y estrógenos, comienzan a aparecer pelos más gruesos y aterciopelados, generalmente rizados, que crecen rápidamente. El cambio en los folículos pilosos es relativamente abrupto, si bien el área donde crece el vello se va extendiendo progresivamente durante al menos tres o cuatro años.
En casi todos los casos, el vello femenino suele aparecer primero sobre los bordes de los labios mayores, extendiéndose hasta el pubis en los dos años siguientes. Unos tres años después de entrada en la pubertad (aproximadamente cuando se produce la llamada menarquia o primer ciclo menstrual), en la mayoría de mujeres el triángulo púbico aparece ya cubierto densamente. Tras otros dos años, crece en las áreas de los muslos cercanas al pubis e incluso a veces una pequeña cantidad se desarrolla hacia arriba, de manera lineal, hasta llegar al ombligo. En los varones, crece inicialmente en la zona superior de la base del pene, extendiéndose en un año alrededor de esta; en dos o tres, llega a cubrir todo el pubis; en cuatro, se propaga por la parte alta de los muslos y llega hasta el ombligo.
Las características del vello púbico son diferentes entre las personas. En algunas es más grueso y denso, mientras que en otras es más fino y se encuentra más esparcido. En cuanto a su color, este puede variar considerablemente respecto al del cabello (por lo general más claro) del mismo individuo, siendo en muchos hombres semejante al de la barba. En la mayoría de las mujeres, la zona donde crece el vello púbico es de forma triangular y coincide a grandes rasgos con el monte de Venus, mientras que en los varones es muy frecuente que se extienda hasta el ombligo.

## Por qué los seres humanos tienen vello púbico
Uno de los cambios evolutivos más evidentes que llevaron a los seres humanos a diferenciarse de los simios fue sin duda la pérdida por selección natural de su primitivo pelo corporal, lo que lo convertiría andando el tiempo en el único «mono desnudo» (Desmond Morris) del planeta.
Según Mark Pagel, profesor de Biología Evolutiva de la Universidad de Reading (Reino Unido), y Walter Bodmer, del Hospital John Radcliffe de Oxford, esta desaparición tan radical se produjo hace aproximadamente 1,2 millones de años para liberarse de un buen número de parásitos externos que infestaban su pelaje (piojos hematófagos, pulgas, garrapatas…) y, lo que es más importante, de las enfermedades que estos producían. Pero, curiosamente, se trata a la vez del único primate que cubre sus zonas genitales con un «ostentoso» y grueso vello (si se lo compara con el de cualquier otro simio), aparecido mucho después de la caída generalizada del pelo corporal, y cuya función, por tanto, sería totalmente distinta a la del resto.
La respuesta a este enigma pasa, según el investigador del Departamento de Zoología de la Universidad de Oxford Pau Carazo, por el estudio del «árbol genealógico» de los piojos que se encuentran en la actualidad en humanos y chimpancés (pertenecientes al género Pediculus) y que divergieron de los que se alojan en los gorilas (del género Pthirus), poco después de que estos y el ancestro común a chimpancés y humanos se distanciasen.
Del mismo modo, el impopular Pediculus humanus capitis se separó del que hoy se halla en los chimpancés hacia el mismo momento en que estos y los humanos tomaron caminos evolutivos divergentes, hace unos 6 millones de años. Desde entonces hasta hace entre 170 000 y 80 000 años, los piojos del cabello humano sobrevivirían cobijados en sus cabezas sin poder colonizar nuevas áreas, ya que su escaso vello corporal les impediría expandirse.
Pero es justo en ese momento cuando los humanos comienzan a cubrirse con distintas prendas, lo que va a permitir a los piojos del cabello recolonizar otras zonas para convertirse en los piojos del cuerpo humano (Pediculus humanus corporis).
Según el citado investigador, esta atrayente «genealogía» no solo refrenda un hecho evolutivo bastante común como es el de la coevolución de parásitos y huéspedes, sino que, además, ofrece algunas pistas sobre el controvertido origen del vello púbico humano.
Se ocupa para ello del «piojillo» (Pthirus pubis), conocido también como el «piojo del vello púbico» y que, sorprendentemente, no forma parte del grupo que evolucionó a la vez que chimpancés y humanos (Pediculus), como cabría suponer si se hubiese aclimatado al vello púbico de nuestro ancestro común, sino que pertenece al grupo de los piojos de los gorilas (Pthirus), un grupo especializado en vello más espeso que el de nuestro cabello, del que habría divergido hace 3,5 millones de años, lo que le hace suponer que el «piojillo del vello púbico» habría recolonizado nuestro cuerpo directamente desde los gorilas (mucho después de que gorilas y humanos tomásemos rutas evolutivas diferentes) aprovechando la presencia de un nuevo tipo de pelo, adecuadamente grueso, en nuestra especie.

### Ornamento sexual
Las características del vello púbico así como el hecho de que este se desarrolle durante la pubertad han llevado a algunos antropólogos a sugerir que se trata de un ornamento sexual probablemente relacionado con la transmisión de feromonas sexuales, atractivas para el sexo opuesto.
Esta hipótesis enlaza bien con la presencia de glándulas apocrinas en la zona perineal (entre el ano y los genitales), que además crecen en tamaño y se activan durante la pubertad al mismo tiempo en que crece el vello púbico.

### Otras funciones
Según sendos estudios de las universidades de Columbia y California (EE. UU.), el vello púbico mantiene además una temperatura constante en la zona genital, previniendo el desarrollo de bacterias, evita que estas penetren en el área vaginal (lo que no explicaría su existencia en los varones) o minimiza el rozamiento que se produce entre la piel y la ropa, sobre todo cuando se utilizan prendas muy ajustadas o se mantienen relaciones sexuales.

## Aspectos culturales

### Actitudes
Si bien los conceptos de belleza cambian significativamente de unas culturas a otras, la exhibición de una piel fina, suave y, sobre todo, libre de vello en el área púbica tanto masculina como femenina, ha constituido una preocupación permanente (semejante a la del vello axilar) en la mayoría de los pueblos a lo largo de los siglos, conocida científicamente como «acomoclitismo» y definida como la excitación sexual subsiguiente al hecho de observar genitales depilados. La actitud contraria, es decir, la atracción fetichista por el vello androgénico se conoce como «hirsutofilia». La ginelofilia o pubefilia es un tipo de hirsutofilia vinculada por la atracción sexual (parafilia) hacia el vello púbico, con la cual se obtiene excitación sexual al contemplar, acariciar o incluso olfatear dichas vellosidades.
En este aspecto, las mujeres de Corea del Sur consideran el vello púbico como un signo destacado de salud sexual y fecundidad (téngase en cuenta que las personas de Extremo Oriente presentan una cantidad mucho menor de vello corporal que las de raza caucásica), por lo que pueden llegar a invertir grandes sumas de dinero en costosos microinjertos y, así, sentirse más atractivas y a gusto consigo mismas.
También en Occidente, las modernas tendencias a mostrarse de una manera cada vez más natural (unida a los muchos estudios que advierten de los graves problemas que genera la depilación, en particular cuando es total, del área púbica), inspiradas a su vez en un cierto regreso a los principios del movimiento hippie de los años 60, apuestan por la «comodidad» de exhibir un vello sano, a lo que han contribuido actrices como las estadounidenses Gwyneth Paltrow o Cameron Diaz, quien en su libro The Body Book recomienda mantenerlo (el pubis) «completamente vestido», o la modelo canadiense Petra Collins, quien en octubre de 2013 colgó en su cuenta de Instagram una imagen en la que asomaba por encima de la línea superior de la braga una mínima parte del pelo de la denominada «zona íntima», que fue inmediatamente censurada.

### Datos sobre su representación en el mundo del Arte
Incluso hasta mediados del siglo XIX tanto pintores como escultores se vieron obligados a cumplir con una serie de normas y gustos establecidos, entre los que se encontraba el hecho de no poder mostrar abiertamente los órganos genitales masculinos ni (menos aún) femeninos, a no ser que aparecieses pulcramente depilados, envueltos en misteriosas penumbras, escondidos tras la consabida «hoja de parra» con la que Adán y Eva se cubrieron, siguiendo más o menos el relato bíblico, o recurriendo al gesto convencional de taparlos con la mano.
Destacan como escasas excepciones al respecto el Arte del Antiguo Egipto, en que el vello femenino solía representarse como un simple triángulo negro, el dios del cabo Artemisio, el famoso David de Miguel Ángel (1501-1504), la mujer que amamanta a su hijo en La tempestad de Giorgione (c. 1508), varias obras pornográficas del también italiano Agostino Carracci (1557-1602), La maja desnuda de Goya (c. 1797-1800) o, sobre todo, El origen del mundo de Courbet (1866), en que por primera vez un artista de renombre representaba en un cuadro no solo a una mujer con abundante vello púbico sino que además plasmaba su vagina con todo lujo de detalles.

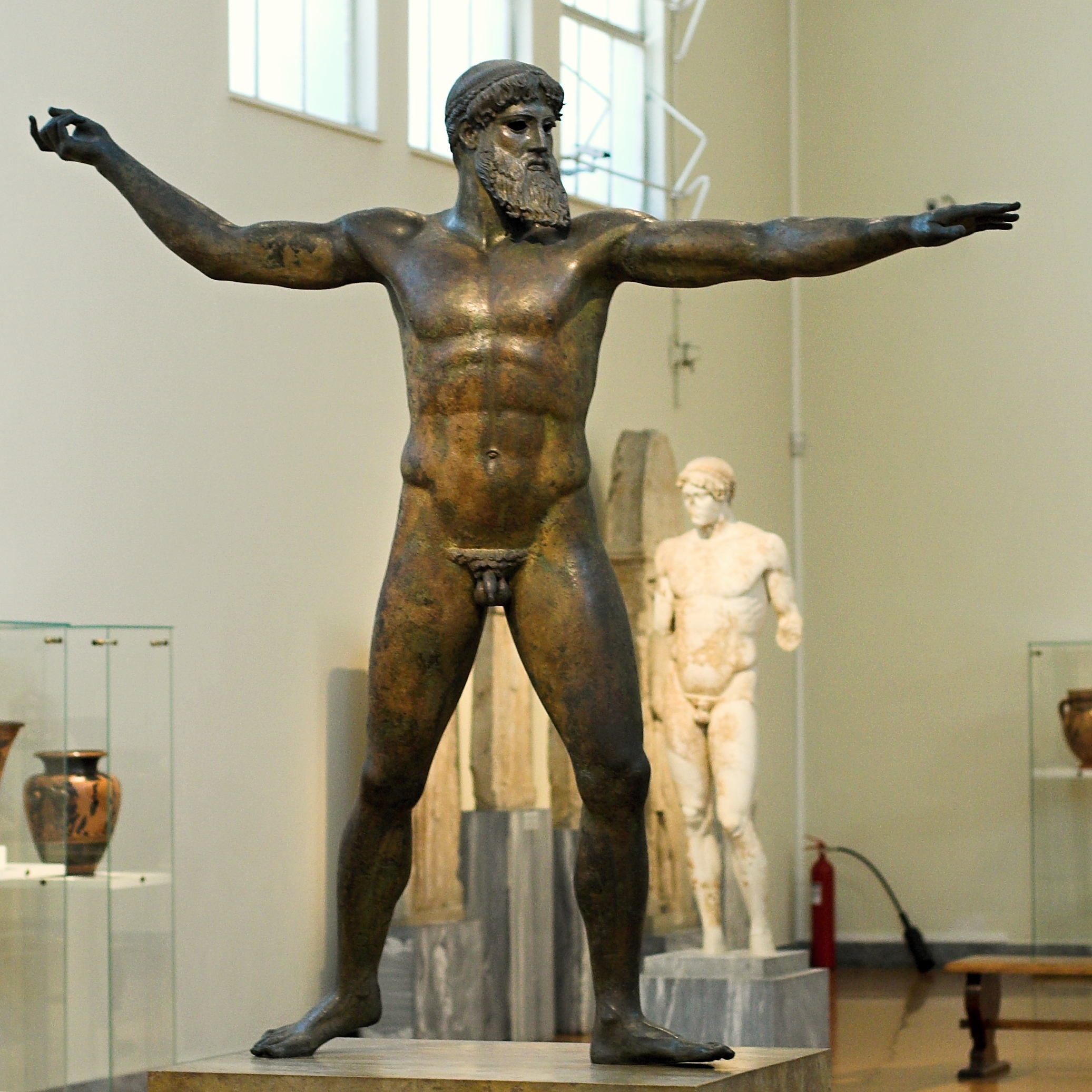
Dios del cabo Artemisio, c. siglo I a.C.
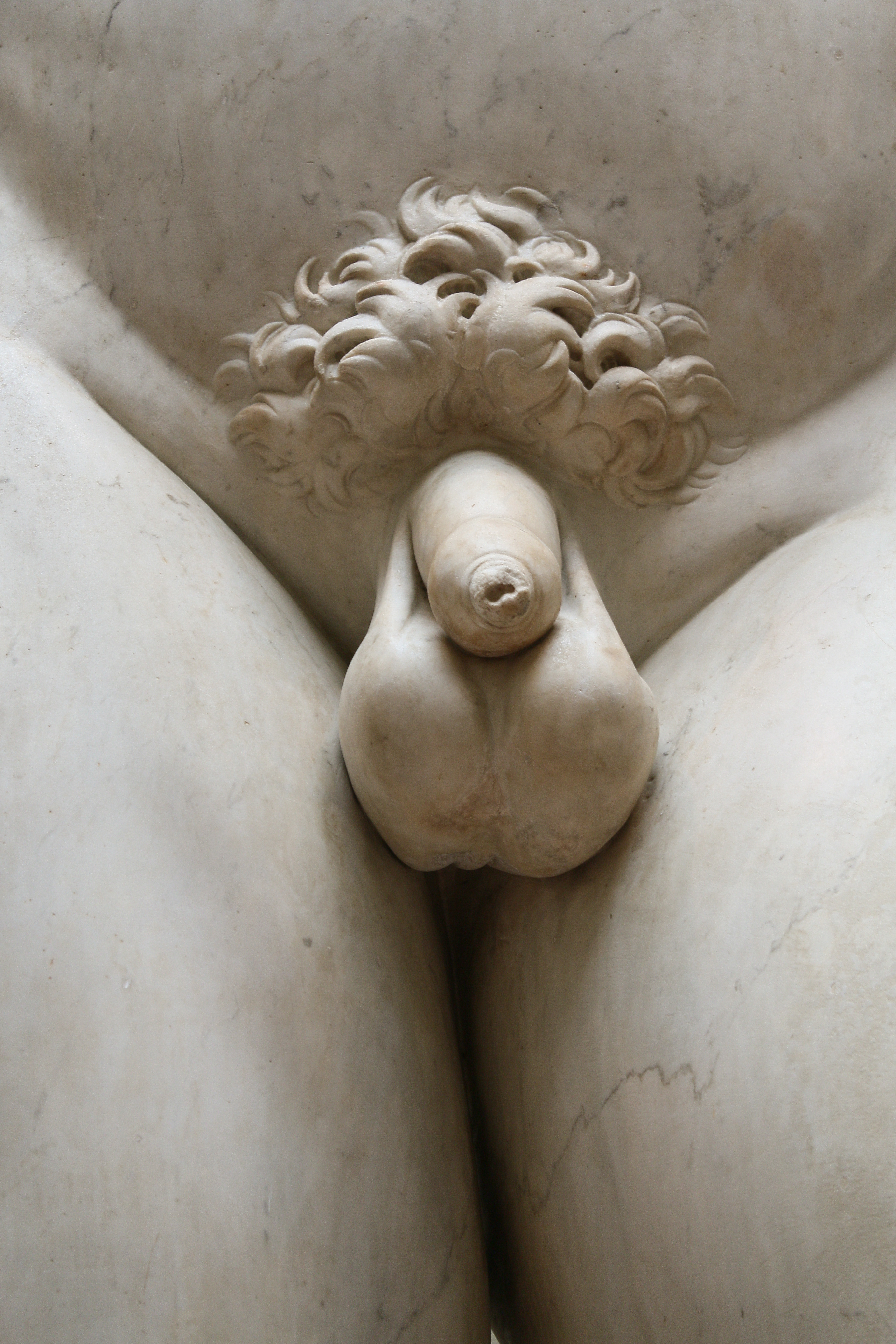
Miguel Ángel. David, 1501-1504 (detalle del vello púbico).
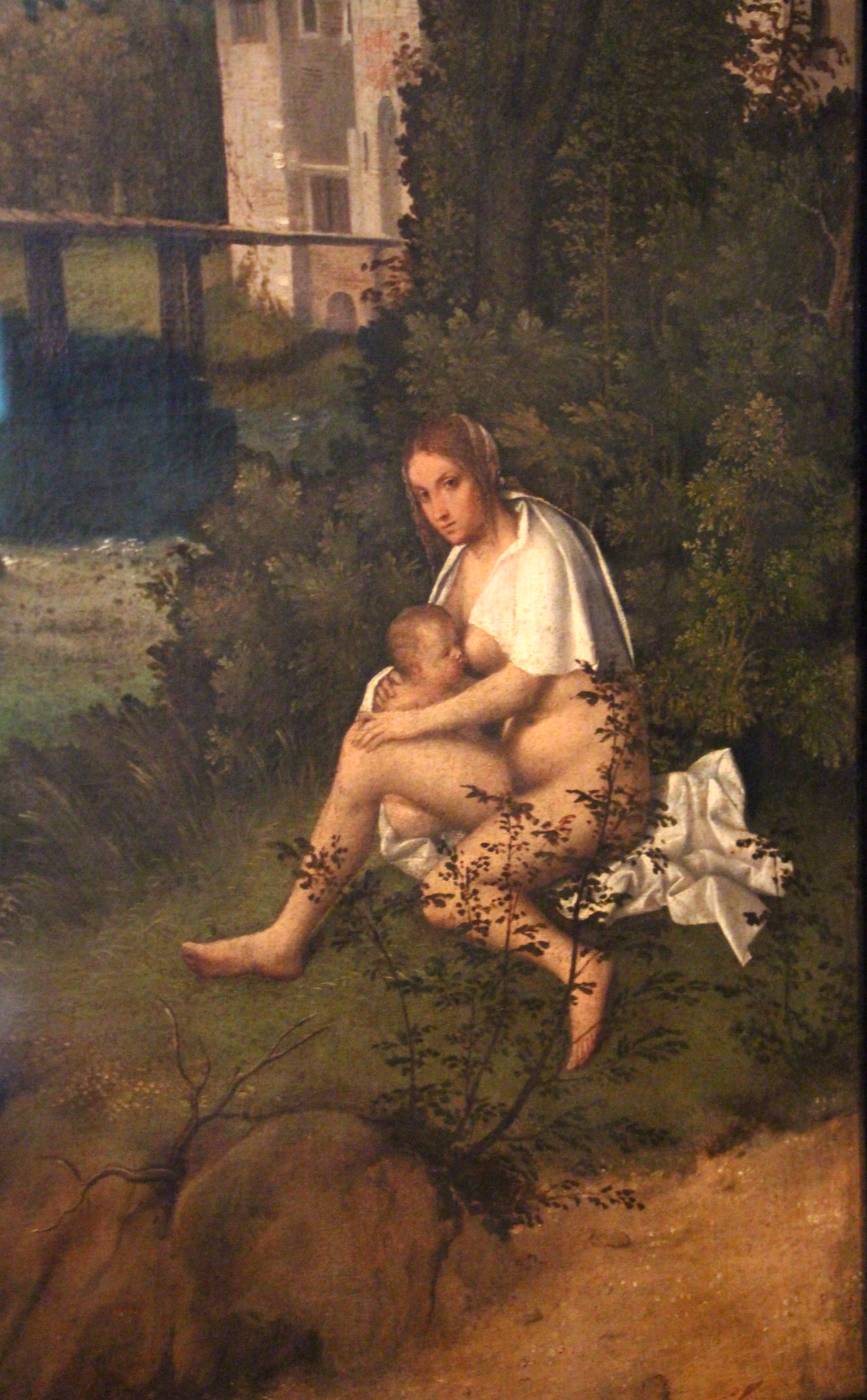
Giorgione. La tempestad, c. 1508.
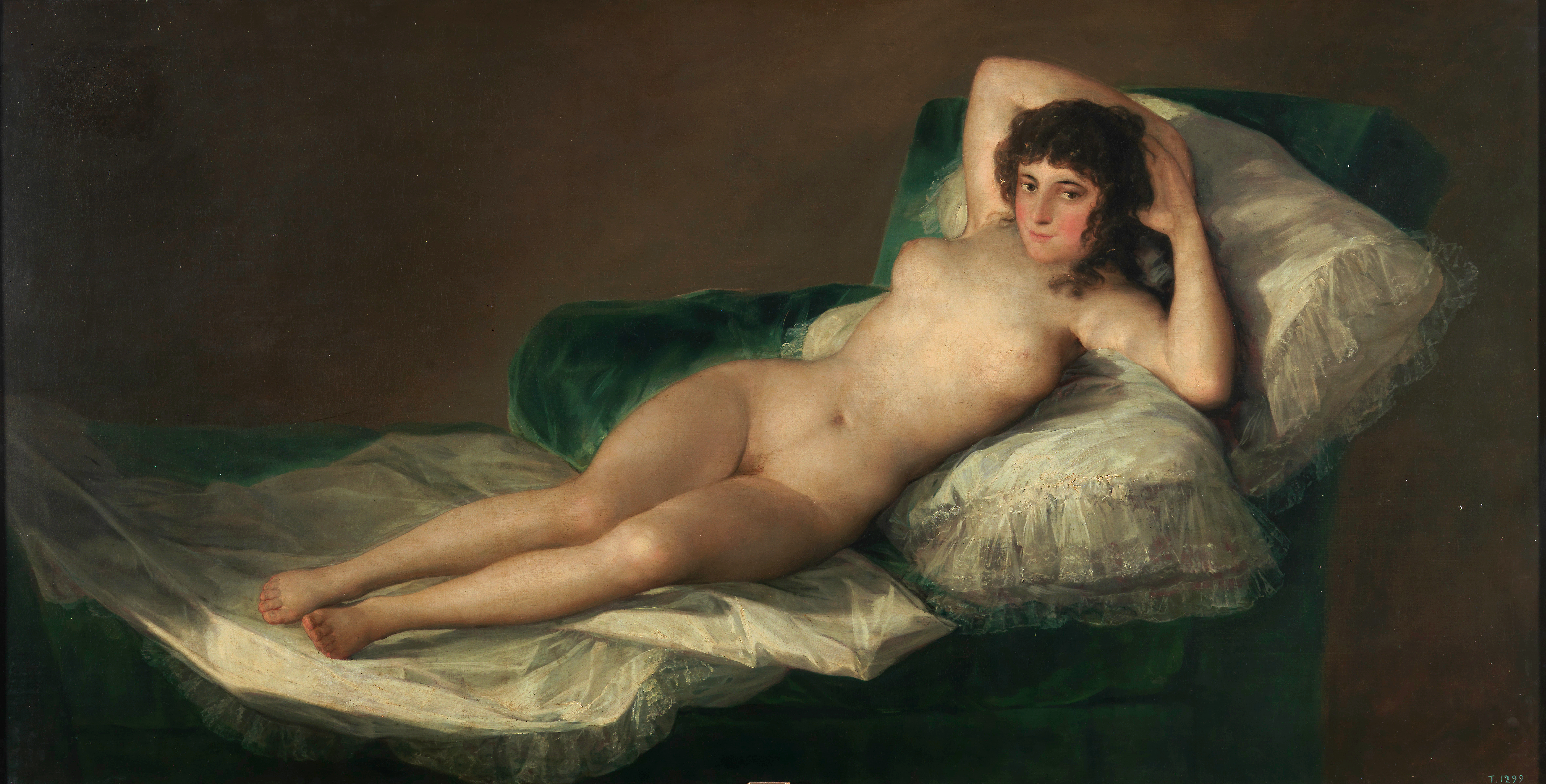
Francisco de Goya. La maja desnuda, c. 1797-1800.
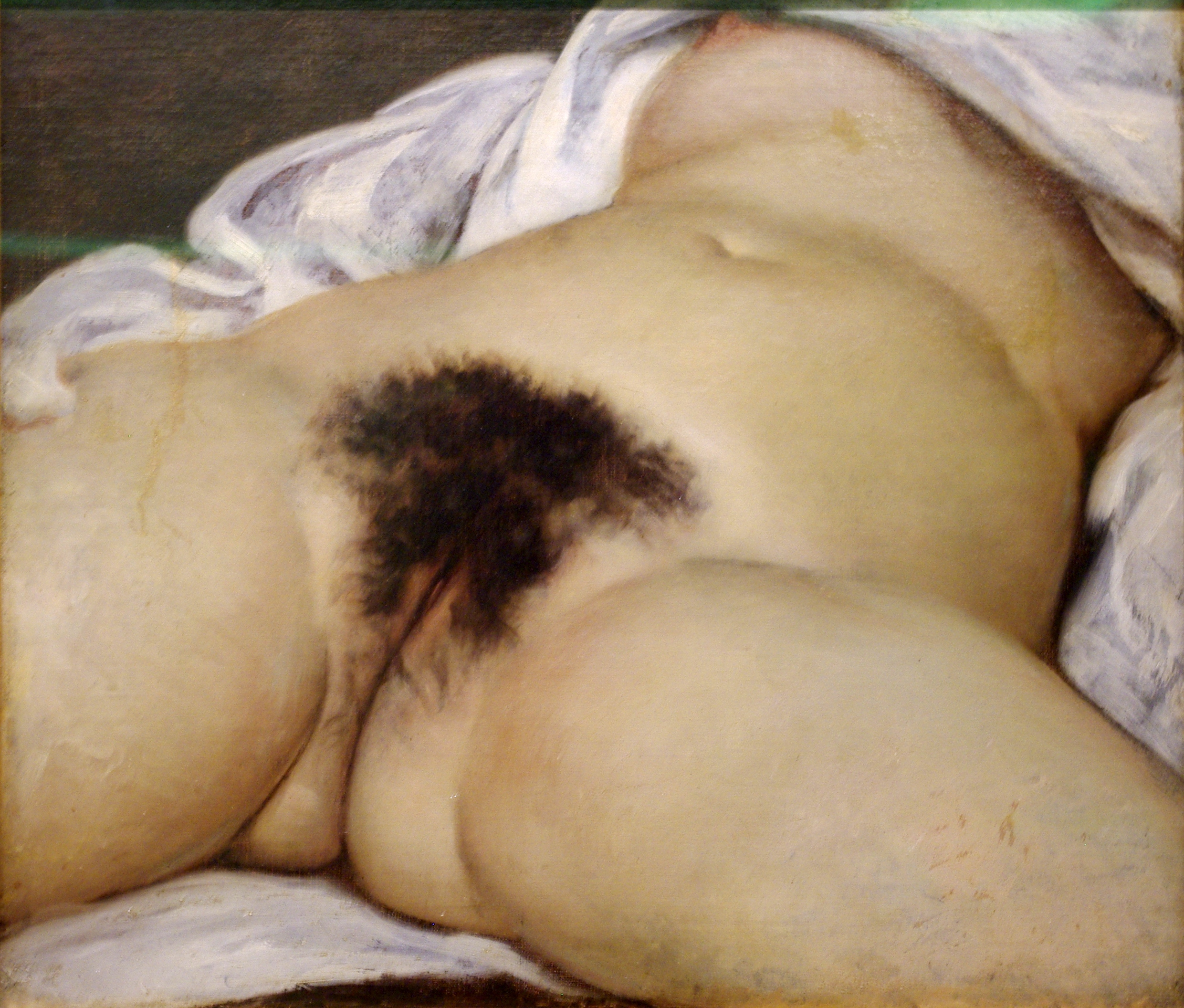
Gustave Courbet. El origen del mundo, 1866.

Dentro del Arte oriental, más concretamente japonés, se encuadrarían las series de ilustraciones eróticas conocidas como shunga del periodo Edo (1603-1867), entre las que se hallan piezas de autores como Utamaro (c. 1753-1806), Utagawa Hiroshige (1797-1858), Utagawa Kunisada (1786-1864) o Katsushika Hokusai (1760-1849) y su conocida obra
El sueño de la esposa del pescador (1814), entre otros.

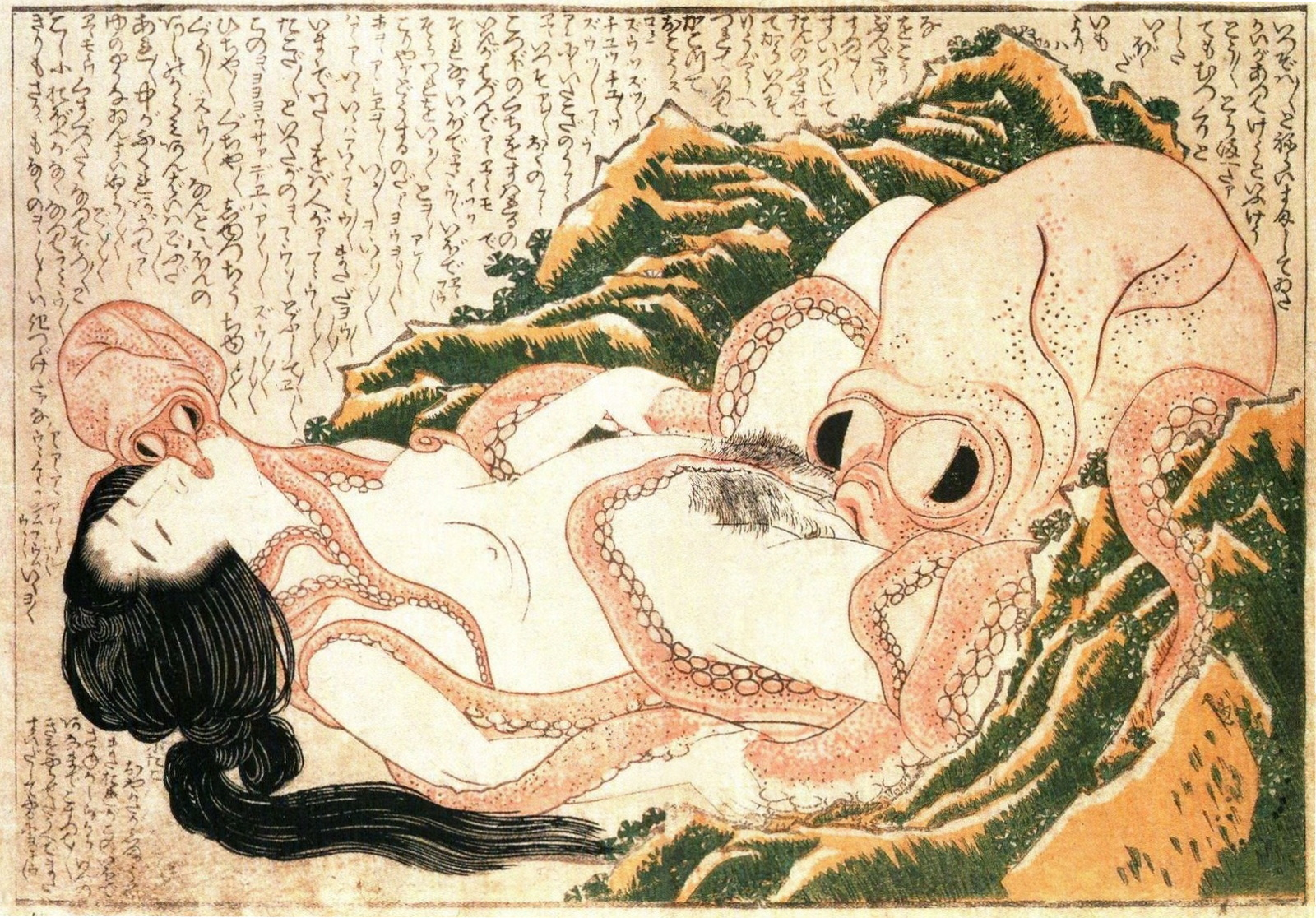
Katsushika Hokusai. El sueño de la esposa del pescador, 1814.
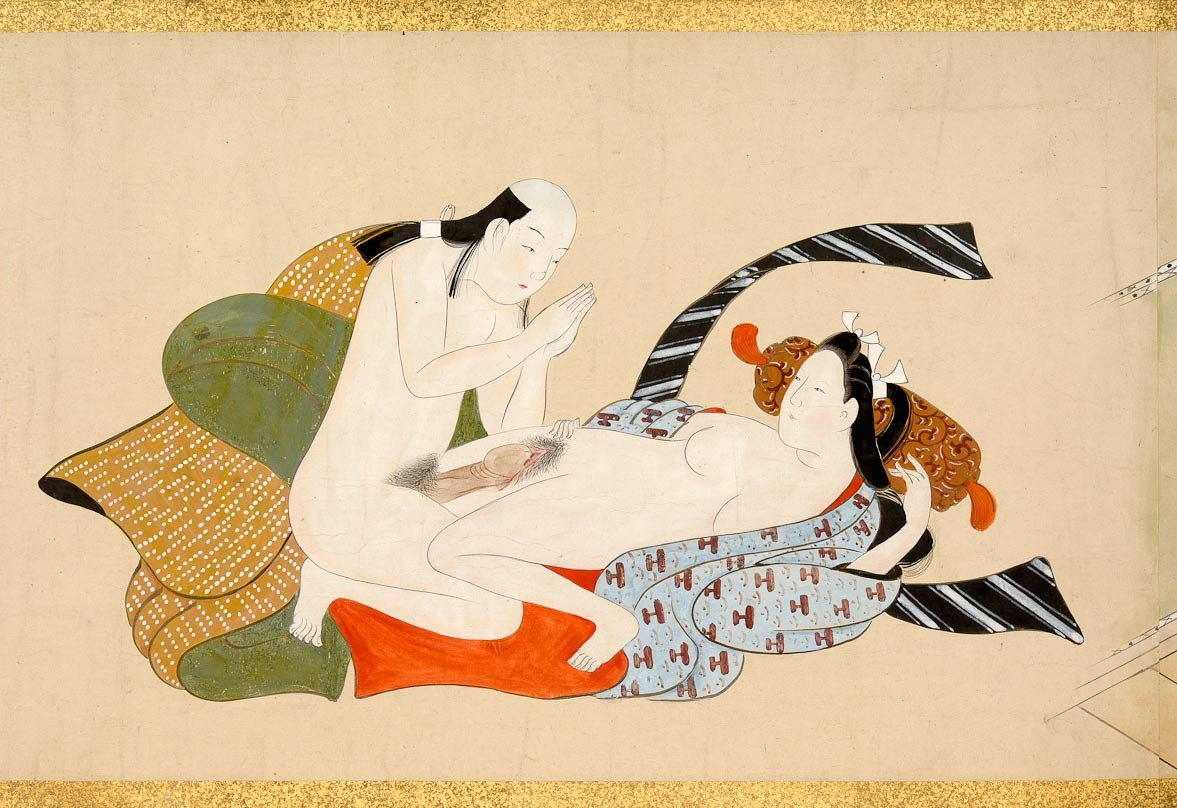
Sin título. Escuela de Sugimura Jihei (fragmento).

## Depilación y sistemas
Imágenes artísticas aparte, cabe afirmar que la depilación del área púbica, tanto de hombres como de mujeres, ha constituido un ejercicio habitual desde la Antigüedad, basado sobre todo en razones estéticas y de higiene, la realización de ciertas prácticas relacionadas con el sexo oral y determinados motivos religiosos y/o sociales.
Así, según el Papiro Ebers, las mujeres egipcias de mediados del segundo milenio a. C. se depilaban completamente el cuerpo a base de distintas sustancias elaboradas con sangre de animales, conchas de tortugas, grasa de hipopótamo y gusanos, si bien cabe resaltar que el método más utilizado era un producto semejante a la cera, resultante de mezclar azúcar, agua, limón y pepino (la llamada «cera de azúcar») o simplemente aceite y miel, que, una vez extendido sobre la piel y dejado secar, atrapaba el vello y lo extirpaba, conocido aun en la actualidad como «depilación egipcia».
En la Antigua Grecia, la eliminación total del vello púbico representaba un signo de distinción y prestigio social, practicada sobre todo por los hombres de las clases sociales más altas y los atletas, así como una manera de mostrar sus excelentes condiciones físicas, a la vez que como un símbolo de juventud y belleza. Utilizaban para ello velas con que quemaban los pelos, abrasivos como la pumita o piedra pómez, ceras hechas a base de sangre de animales, resinas, cenizas y numerosas sustancias minerales. Las hetairas, por su parte, utilizaban una especie de pasta depilatoria, denominada dropax, compuesta a base de vinagre y tierra de Chipre.
Entre los romanos, solía eliminarse desde que comenzaba a salir en la adolescencia, bien en privado o en los baños públicos, donde se hallaban cuartos dispuestos para ello. Se usaban pinzas (volsella), ceras, resinas…, así como un tipo de brea llamada philotrum. Existían también esclavos especializados (alipilarius) que se dedicaban en los prostíbulos a rasurar el vello de las cortesanas.
Tanto las mujeres musulmanas como las judías han manifestado desde siempre un especial interés por la depilación, sobre todo como medio de limpieza (según las enseñanzas de la Sunna, las musulmanas deben depilarse para mantener su cuerpo limpio). Empleaban para ello la conocida «técnica del hilo» para eliminar el vello de las axilas y el pubis. Esta práctica se extendió posteriormente a la India, norte de África y otras zonas de influencia islámica.
También las mujeres otomanas se depilaban en salas especiales habilitadas en los baños públicos (o haman), ya que los turcos calificaban de «pecaminoso» que dejasen crecer el vello de sus «partes privadas», lo que atrajo desde el primer momento el interés de las mujeres francesas, italianas o británicas que viajaban por la zona.

### Occidente
Sobre todo durante la Alta Edad Media (siglos V-XI), las mujeres solían depilarse solo el vello de las cejas, las sienes o la parte anterior del cabello (a fin de ensanchar la frente), para lo que utilizaban cremas fabricadas con arsénico y cal viva.
De todas formas, es en el Renacimiento (siglos XV-XVI) cuando se generaliza la eliminación total del vello corporal, como puede apreciarse en numerosas pinturas de la época, para lo que se utilizan por entonces vendas empapadas en vinagre y aceites.
La invención en 1762 de la primera maquinilla de afeitar con un borde metálico que evitaba los frecuentes cortes en la piel haría de esta práctica algo mucho más fácil para ambos sexos.
Siglos XX-XXI
Pero es a partir de finales del siglo XX y especialmente a comienzos del XXI cuando el uso extendido de prendas de baño cada vez más pequeñas (sobre todo microbikinis y tangas) o la imitación de las estrellas porno, ha llevado en buena parte de los casos a eliminar completamente o casi por completo el vello púbico, hasta convertirse en una moda cada vez más común, tanto entre hombres como entre mujeres, para lo que se utilizan diferentes técnicas como las cremas depilatorias, las ceras, el afeitado, la fotodepilación, etc.